# Oosterse Gorzenwijk
De Oosterse Gorzenwijk is een buurt (buurt 2) in het dorp Oud-Beijerland, gemeente Hoeksche Waard, in de Nederlandse provincie Zuid-Holland. De buurt heeft een oppervlakte van 51 ha, waarvan 40 ha land. De Oosterse Gorzen grenzen in het noorden aan het Spui, in het westen aan Centrum-Noord, in het zuiden aan Croonenburgh en Centrum-Zuid, in het zuiden aan De Hoogerwerf en in het westen aan De Bosschen. De buurt telt 1805 inwoners (2013).

## Gorzenhoek
De Gorzenhoek is een klein buurtje in het uiterste zuidoosten van de Oosterse Gorzenwijk.
- Achter Spuistoep
- Bosschendijk
- Bosschenhoek
- Burgemeester Diepenhorstsingel
- Burgemeester Hammerbaan
- Burgemeester de Vries Broekmanlaan
- Burhille
- Crayenbosch

- Dromhille
- Gorzenhoek
- Groote Ruyghte
- De Jacht
- Kijfhoeck
- Lange Hille
- Lange Meet
- Meestoof

- Molenwerf
- Oostdijk
- Ooststraat
- Plaete
- Ravenswey
- Riethil
- Sabina van Beijerenstraat
- Slobbegors

- Steyldiep
- Strienemonde
- Thielmonde
- Tienvoet
- Tollegors
- Troyeveld
- Wielsingel
- Zalmpad

Wijk 00: De Bosschen · De Hoogerwerf · Centrum-Noord · Centrum-Zuid · Croonenburghwijk · Landelijk gebied · Oosterse Gorzenwijk (Gorzenhoek) · Poortwijk (Poortwijk I, II en III) · Spuioeverwijk · Zeeheldenwijk · Zinkweg · Zoomwijck · Zuidwijk